# Auguste Balagny
Auguste Prosper Balagny, né à Coulombs (Eure-et-Loir) le 18 juin 1805 et mort à Paris 17e le 28 mars 1896, est un notaire français et premier maire du 17e arrondissement de Paris.

## Biographie

### Vie privée
Fils de Jacques Balagny et de Marie-Jeanne Dupuis. Son père est cultivateur et meunier au moulin de Rutz, à Coulombs, situé sur la rive droite de l'Eure, en face de Nogent-le-Roi, et maire de Coulombs pendant 35 ans de 1807 jusqu'à sa mort en 1842.
Auguste est le cinquième d'une fratrie de sept enfants. Tandis que ses frères continuent le métier de cultivateur et meunier, Auguste acquiert une étude de notaire à Paris, 3 rue d'Antin, actuelle rue Biot, en 1832. Son adjoint Baron le remplacera à cette charge le 5 août 1854. Il habite alors 11, rue des Dames, au bout de la rue d'Antin.
Il épouse le 21 avril 1836, religieusement en l'église Notre-Dame-de-Lorette de Paris, Adélaïde Léopoldine Genet, fille d'un négociant, dont il a deux enfants : Georges Balagny, photographe, marié avec Berthe Salneuve ; et Léopoldine Balagny, marié avec Charles Duchanoy, polytechnicien, ingénieur des mines, fils de Louis Duchanoy.

### Mandats de maire
En 1830, au bout de deux ans et demi de négociations, les villages de Batignolles et de Monceaux se détachent de la commune de Clichy, et forment une commune indépendante appelée Batignolles-Monceau.
« La population se composait de personnes aisées, attirées par un air sain et un site agréable »
— Le Moniteur, le 30 janvier 1843.
Balagny est nommé maire des Batignolles-Monceau par ordonnance royale du 16 janvier 1843. Il attire dans cette commune un grand nombre d'entrepreneurs et de grandes entreprises (dont Ernest Goüin et Cie, qui devient la Société de construction des Batignolles).
Pendant les journées révolutionnaires de février 1848, l'attitude énergique de Balagny devant les émeutiers, préserva le quartier de tout désordre. Il s'opposa à la construction de barricades.
Le préfet Haussmann, pour le récompenser des services rendus, le décore de la croix de chevalier de la légion d'honneur, et donne son nom à une rue qui, à cette époque, était une des plus belles du quartier
« Balagny, maire, et Brand, second adjoint, ont fait tout ce qui était humainement possible pour éviter l'effusion de sang »
— Albert Crémieux, La révolution de février : étude critique des journées du 21, 22, 23 et 24 février 1848, Lyon, impr. réunies, 1912, p. 115
La Révolution de 1848 effraya les bourgeois parisiens et nombre d'entre eux se retirèrent aux Batignolles, ce qui porta la population du quartier à 30 000 habitants
« En 1842, la population des Batignolles-Monceau ayant atteint 14.073 habitants, M. Balagny pensa qu'il convenait de doter la commune d'un nouvel hôtel de ville, en remplacement de l'ancien qui était situé dans un petit pavillon situé dans la cour du no 50 de la rue Truffaut. L'architecte Eugène Lequeux, qui avait déjà construit l'église Sainte-Marie des Batignolles, et le théâtre des Arts devenu le théâtre Hébertot, fut chargé de sa construction. La première pierre fut posée le 19 septembre 1847, et l'édifice fut inauguré le 21 octobre 1849 par le Prince Napoléon, fils du roi Jérôme, alors colonel de la 2e Légion de la Garde nationale de banlieue. Cette mairie, qui en 1860 devint la mairie du XVIIe, fut à juste titre considérée comme une des plus belles de Paris et de sa banlieue »
— Paris-Tel, n° 100, février 1971, Jacques Hillairet, Dictionnaire historique des rues de Paris, Paris, Les éditions de Minuit, t. I, p. 157
 Devenue trop exigüe, la mairie a été par la suite agrandie plusieurs fois.
On admirait surtout son campanile surmonté d'une horloge à quatre cadrans. Il a malheureusement été supprimé en 1952, au lieu de le réparer. La photo de la mairie avec son campanile figure dans l'ouvrage de Jacques Hillairet.
Balagny ayant perdu son écharpe de maire en 1848, avec la chute de Louis-Philippe, est réélu triomphalement en 1850.  Il est membre du Conseil d'arrondissement de Saint-Denis.
Surnommé « le Haussmann des Batignolles », c'est sous son autorité que s'est effectué le passage de la campagne à la ville. Il fait tracer et paver la plupart des rues, renommer le théâtre des Batignolles en théâtre des Arts (aujourd'hui théâtre Hébertot). En 1855 les "batignollaises" fusionnent dans la Compagnie générale des omnibus.
En 1859, il fonde la Société de secours mutuels des Batignolles.
Balagny avait pour adjoint Jean-Félix Salneuve, professeur de topographie et de géodésie à l'École d'application du Corps royal d'état-major. L'adjoint faisait souvent de l'opposition à son maire, ayant des opinions politiques plus avancées que ce dernier. Salneuve était propriétaire de terrains et possédait sa maison d'habitation au no 11 actuel de la rue qui porte son nom. Balagny, pour se venger de l'opposition que lui faisait son adjoint, obtint du préfet Haussmann un décret autorisant l'élargissement de la rue Salneuve, côté impair. La maison Salneuve, déjà construite, resta en dehors de l'alignement, maintenant remplacée par un immeuble moderne .
Par la suite ils se réconcilièrent et le fils de Balagny, Georges Balagny épousa Berthe Salneuve, cousine de l'adjoint. Georges Balagny exerça son activité de photographe dans la maison du 11, rue Salneuve.
Après la disparition de la commune des Batignolles-Monceau, incorporée à Paris par la loi du 16 juin 1859, il devient le premier maire du 17e arrondissement. Il se présente sous l'étiquette conservateur libéral aux élections législatives françaises de 1869 pour la première circonscription de la Seine, mais n'est pas élu. Après la proclamation de la République (4 septembre 1870), Étienne Arago le remplace par François Favre.
Auguste Balagny achète le château du Buat à Maule, dans les Yvelines, dont il devient maire de 1880 à 1888.
Il meurt à son domicile, 10 boulevard des Batignolles à Paris, le 28 mars 1896 et est inhumé au cimetière de Montmartre, dans la tombe de ses beaux-parents, sur laquelle est encore gravé son nom, puis il est transféré deux mois après dans le caveau Balagny, au cimetière des Batignolles.

## Hommages
Une station de la ligne 13 du métro de Paris a porté le nom de Marcadet-Balagny de 1912 à 1946, avant d'être renommée Guy Môquet.
Une rue de Paris a porté son nom (rue Balagny), puis a été rebaptisée rue Guy-Môquet en 1945. La rue Neuve-Balagny, donnant dans la précédente, a été rebaptisée en 1881 rue Lacaille. Le square Auguste-Balagny, situé près de la porte de Champerret, porte son nom depuis 1987.
Au nord du square Auguste-Balagny les chemins piétons représentent au sol un aigle (héraldique) monumental enserrant un Orbe crucigère.

#### Par Auguste Balagny
- Discours prononcé par M. Balagny, maire de Batignolles-Monceaux, à l'occasion de l'installation du nouveau conseil municipal le 28 novembre 1855, Catalogue des livres imprimés de la Bibliothèque Nationale, 1981, p. 750.

- M. Balagny, maire du 17e arrondissement (Batignolles), Candidat conservateur libéral à MM. les électeurs de la 1e Circonscription électorale de la Seine, Paris, imp. Dupont, (1869).

#### À propos d'Auguste Balagny
- Catalogue général des livres imprimés de la Bibliothèque Nationale, Imprimerie Nationale, 1981 : Discours prononcé le 30 mars 1896 sur la tombe de M. A. Balagny ancien notaire, ancien maire du 17e arrondissement... par M. Lucien Puteaux.